# Sergei Sobolev
Sergei Lvovich Sobolev (russo: Сергей Львович Соболев, São Petersburgo, 6 de outubro de 1908 — Moscou, 3 de janeiro de 1989) foi um matemático russo.
Sobolev estudou matemática, de 1925 a 1929, e um de seus professores foi Vladimir Smirnov. Na década de 1930 trabalhou no Instituto de Matemática Steklov.
Sobolev introduziu noções atualmente fundamentais em diferentes áreas da matemática, como por exemplo os espaços de Sobolev. Trabalhou com funções generalizadas, atualmente estudadas no âmbito da teoria das distribuições.

## Obras
- Einige Anwendungen der Funktionalanalysis auf Gleichungen der mathematischen Physik, Berlin, Akademie Verlag 1964, (original russo 1950, tradução para o inglês American Mathematical Society 1963)
- Cubature formulas and modern analysis, Gordon and Breach 1992
- com V. Vaskevich: The theory of cubature formulas, Kluwer 1997
- Imbedding theorems, American Mathematical Society Translations Series, 1970
- On a boundary value problem for polyharmonic equations, American Mathematical Society Translations Series, 1963
- Selected Works, 2 volumes, Springer 2006 (Editores Gennadi Demidenko, Vladimir Vaskevich)
- Méthode nouvelle à résoudre le problème de Cauchy pour les équations linéaires hyperboliques normales, Matematicheskii Sbornik, Bd.1, 1936, S.39-72, Online (francês, introdução às distribuições)
- Sur un théorème d'analyse fonctionnelle (russo com resume em francês), Matematicheskii Sbornik, Bd.4, 1938, S.471-497

## Prêmios
- Prêmio Stalin (1941)
- Medalha de Ouro Lomonossov (1988)